# بلاك بافالو
بلاك بافالو (باليابانية: ブラックバファロー) هو مصارع رياضي ياباني، ولد في 6 يوليو 1974 في توتوري في اليابان.

## روابط خارجية
- بلاك بافالو على موقع CageMatch worker (الإنجليزية)
- بلاك بافالو على موقع قاعدة بيانات المصارعة على الإنترنت (الإنجليزية)